# The Germs
The Germs — американський панк-рок-гурт, заснований 1976 року.

## Історія гурту
Рок-гурт The Germs було створено в Лос-Анджелесі шкільними друзями Яном Полом Беамом та Джорджем Рутенбергом. Вони вирішили створити власний гурт, захоплюючись глем-роком та панк-роком, під впливом таких виконавців, як Девід Бові, Sex Pistols, The Damned, The Stooges, New York Dolls. Першою назвою колективу мала стати «Sophistifuck and the Revlon Spam Queens», але її було вирішено скоротити до «Germs», яку було простіше та дешевше нанести на футболки. Невдовзі до гурту доєдналися дві дівчини, бас-гітаристка Тереза Раян та барабанщиця Бекі Бартон, і в такому складі у квітні 1977 року гурт відіграв перший концерт. До того ж всі музиканти взяли собі псевдоніми, на кшталт «Боббі Пін» або «Пет Смір».
Перший сингл гурту — пісні «Forming» та «Sex Boy» — був записаний в гаражі батьків Пета Сміра (Рутенберга) на двоканальний магнітофон, та виданий на маленькому лейблі What? Records. Невдовзі Бекі Бартон залишила гурт, а замість неї барабанщицею став Нікі Александер з гурту The Weirdos. Фронтмен Germs черговий раз змінив псевдонім, і тепер до складу входили гурту Дарбі Креш (Беам), Пет Смір (Рутенберг), Лорна Дум (Раян) та Нікі Біт (Александер). Цим складом 1978 року вони видали сингл «Lexicon Devil» (бі-сайдами стали пісні «Circle One» та «No God»). Гурт набував все більшої популярності на місцевій панк-сцені завдяки хаотичним виступам, часто перебуваючи під впливом наркотиків та алкоголю.
1979 було сформовано «класичний» склад Germs, до якого увійшов новий барабанщик Дон Боллс (справжнє ім'я Майкл Джорсетті), а також Дарбі Креш, Пет Смір та Лорна Дум. За допомогою продюсерки Джоан Джетт гурт випустив повноцінний студійний альбом (GI) (що розшифровується як Germs Incognito), схвально сприйнятий критиками. Режисерка Пенелопа Сфіріс зняла декілька виступів Germs для свого документального фільму «Занепад західної цивілізації», а режисер Вільям Фрідкін домовився про те, щоб гурт записав декілька пісень для його фільму «Шукач».
1980 року через конфлікт із Дарбі Крешем було звільнено барабанщика, і попри тимчасову заміну, в середині 1980 року Germs розпалися. Дарбі Креш спробував заснувати сольний проєкт, але через погані відгуки наприкінці 1980 повернувся до Germs. 3 грудня 1980 року гурт відіграв концерт в лос-анджелеському клубі «Starwood». Пізніше виявилося, що єдиною метою концерту було зібрати достатньо грошей, щоб придбати героїн, і через чотири дні Дарбі Креш вмер через передозування наркотиків.
Через свою коротку та яскраву кар'єру Germs набули статусу легендарного гурту. Протягом наступних років виходило декілька архівних записів, включаючи збірку (MIA), яка містила майже всі пісні гурту, записані протягом недовгої кар'єри. У дев'яності роки колишній гітарист Germs Пет Смір продовжив кар'єру у відомих альт-рокових гуртах Nirvana та Foo Fighters. 1996 року вийшов триб'ют-альбом Germs, на якому відзначилися такі виконавці, як Meat Puppets, L7, The Posies, The Melvins, Джей Маскіс з Dinosaur Jr. У 2000 роки вийшла офіційна біографія гурту, написана Бренданом Мулленом, а також художній фільм  What We Do Is Secret (укр. Те, що ми робимо, є секретом), що описував історію Germs. Актор Шейн Вест настільки вжився в роль фронтмена Дарбі Креша, що після виходу фільму відіграв декілька концертів з оригінальними учасниками Germs. 2010 року запис останнього виступу Germs вийшов на концертному альбомі Live at the Starwood December 3, 1980.